# Hermann Scheer
Hermann Scheer (29. dubna 1944, Wehrheim, Německo – 14. října 2010, Berlín) byl německý poslanec Spolkového sněmu, předseda Eurosolaru (Evropské asociace pro obnovitelné zdroje energie) a generální předseda Světové rady pro obnovitelné zdroje energie (WCRE).
Byl nositelem mnohých ekologických ocenění v rámci Světové ceny za solární energii, Světové ceny za bioenergii, Světové ceny za větrnou energii a také alternativní Nobelovy ceny, která mu byla udělená za angažovanost v zájmu solární energie.

### Reference

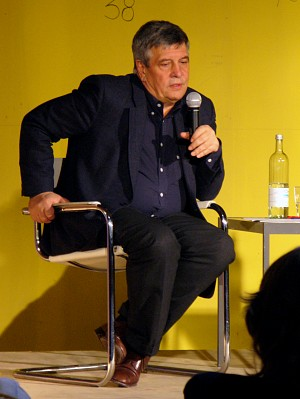
Hermann Scheer